# 奈良市立鼓阪小学校
奈良市立鼓阪小学校（ならしりつ つざか しょうがっこう）は、奈良県奈良市の公立小学校。前身の又新舎第一番小学（ゆうしんしゃ―）は、1874年、学制の下で当時の奈良町に初めて開校した小学校である。1878年に現在地へ移転し、幾度かの校名変更を経て、1947年に現校名となる。校地は東大寺転害門の内側、奈良公園内にある。

## 概要
鼓阪小学校は奈良と京都を結ぶ街道沿い、東大寺転害門のすぐ東側に所在する。奈良市立鼓阪北小学校とともに奈良中心部の北の玄関口を校区とする小学校である。鼓阪小学校は1878年に東大寺惣持院に移転後、周辺の土地を順次購入して校地を拡張した。このため、鼓阪小学校の校地は奈良公園内にある。
鼓阪小学校はいわゆる奈良きたまちに所在し、校区内には、東大寺、般若寺、北山十八間戸、三笠温泉郷、鶯の滝などの名所があり、観光地域、商店街地域、住宅地域が形成され、歴史ある店舗や古い町並みが残っている。

### 校名・校地の由来
「鼓阪」は元々「鼓坂」と書く。もとの東大寺八幡宮、現在の手向山八幡神社では旧暦の9月3日に「転害会」と呼ばれる祭礼が転害門を御旅所として行われてきた。この転害会では転害門の東方、正倉院方面へ登る緩やかな坂道が楽人奏楽の場所として利用され、いつしか「鼓坂」と呼ばれるようになったとされる。鎌倉時代になると「鼓坂」は現在の鼓阪小学校の校地にあたる、東大寺尊勝院周辺の地名となった。
東大寺尊勝院は後に東大寺別当となる光智の手により華厳宗・真言宗を兼学する東大寺の子院として946年に建立された。村上天皇の御願寺となり、東南院、西室とともに東大寺の三大院家の一つとして学僧を輩出したが、1567年の東大寺大仏殿の戦いで聖語蔵を残して焼失した。焼失後、惣持院と名が改められ堂舎が建てられた。
1878年、北御門小学校（きたみかど―）が東大寺惣持院に移転する際、旧東大寺尊勝院の地名「鼓坂」と大坂が大阪へ改名した例に倣い、北御門小学校は「鼓阪小学校」と改名された。
東大寺尊勝院の建物として焼失を免れた聖語蔵は1894年に所蔵の経巻とともに宮内省に献納され、正倉院内に移転した。鼓阪小学校には2基の礎石のみが現存している。

## 経営方針
1973年に発行された資料を基に記述したため、内容が旧くなっている可能性がある。ただし、公式Webページによると「児童像」は1973年より変わっていない。
1973年に発行された参考文献によると、鼓阪小学校での教育は奈良県や奈良市の学校教育方針・指針に基づくとしている。具体的に設定された児童像、学校像を参考文献より引用する。

児童像
明るい健康な子。
進んで勉強する子、
みんなで支えあう子。
学校像
すべての教師が、子らの教育の均等な機会を保障する学校。
子らの幸せのために前進する学校。
信頼される学校
以上、奈良市立鼓阪小学校編『鼓阪: 創立100年記念誌』奈良市立鼓阪小学校創立百年記念事業推進委員会、1973年、72頁 より引用。

児童像の1番目には、心と体を健康に、命を大切にする人間を育てるという願いが、児童像の2番目には、真理を追究し、実践力のある人間を育てるという願いが、児童像の3番目には人間尊重の精神を持つ人間を育てるという願いがそれぞれ込められている。これら児童像は同和教育を教育課程の全領域の中核に位置付けて、人権を尊重し、不当な差別や不合理・矛盾を許さない教育を実践する方針から導かれている。
学校像には、障害児教育を正しく位置づけ、教師・父兄・地域の連携を密にして、児童の可能性を引き出し、高めるという願いが込められている。

## 校舎

### 講堂・本館
特筆される校舎として講堂・本館がある。現鼓阪小学校の校舎は1934年の室戸台風により大きな被害を受けた。講堂・本館はこの災害復旧の一環として1936年に完成した。
講堂・本館は破風造りの大屋根を持つ純和風の鉄筋コンクリート造りの建物である。壁は白いモルタルで、玄関には大型自動車が横付けできる規模の車寄せがある。当時の奈良市は公会堂を所有していなかったため、この建物を公会堂として兼用することが考えられていた。完成当時、講堂には映写機が装備され、床面積を減らさないよう映写室が天井釣になっていたという。また、純和風の外装だけでなく、例えば、玄関の下足室の出入口には上部が半円にくりぬかれた特徴的な意匠が、講堂の床にはモザイク張りが施されているなど、建物各所に特徴的な意匠が見られる。
当時の学校建築は洋風のコンクリート造りが一般であったが、鼓阪小学校の立地上、洋風の建物では付近の景観と不似合であるため、当時の奈良市長 石原善三郎が寺院建築様式の建物を構想したという経緯がある。総工事費は当時の金額で87,227円にのぼり、予定金額よりも4,000円超過したため、市会で問題となった。市長は一案を思いつき、正倉院の隣であることを考慮して和風の防火建物で建設したと宮内省に申し出て、超過分4,000円を宮内省から下賜金として獲得し、事なきを得たという。

## 校区
2024年現在の鼓阪小学校の校区は以下のとおりである。列挙の地名はすべて奈良市内に所在する。進学先中学校は奈良市立若草中学校。
- 今小路町、今在家町、押上町、春日野町（一部）、川上町、川久保町、北半田東町、北御門町、興善院町、芝辻町（一部）、水門町、雑司町、手貝町、中ノ川町（一部）、中御門町、登大路町（一部）、般若寺町（一部）、東包永町、東笹鉾町、東新在家町、東之阪町、南半田東町、油留木町

校区の変遷に関しては#校区の変遷節を参照のこと。

## 歴史

### 創立まで
1871年に文部省が創設され、学校制度全般に渡る法律の起草が開始された。文部省は、国民教育を公私により差別しないとの立場から、1872年3月に私塾や寺子屋も国の認可が必要であるとの布告を各府県に通達した。
この布告から1ヶ月の4月、奈良町では私塾の教師と有識者が私塾・寺子屋の廃止・統合と私学校の設立について話し合った。結果、奈良町の北部と南部にそれぞれ一つずつ、二つの私学校を設けることになった。奈良町の北部、北袋町には文武館の儒学教師であった佐々木育輔宅（元奉行所学問所）を学舎とする「明教館」が開設された。児童の増加に合わせて、明教館は北魚屋東町の元与力の斉藤宅、さらに、笹鉾町の浄国院に移転する。
1872年に太政官布告により学制が発布され、さらに学制の細則である小学校校則が制定された。このとき規定された小学校は義務教育として6歳から13歳の児童を教育する機関と位置づけられ、さらに初等教育を普及させるため日本全国で学区組織を設定することを定めた。学区組織において奈良町は第1大区となり、さらに第1大区を5小区に分けることとなった。現在の鼓阪小学校周辺は奈良県第1大区第1小区に割り当てられた。

### 又新舎の創立
1874年1月15日、就学児童の増加により前述の私学校明教館は北御門村の五劫院に移転し「又新舎（ゆうしんしゃ）」と名前を改めて開校した。正式には「第一番小学」と称し、学制発布後に奈良町で最初に開校した小学校となった。また、東之坂の光蓮寺には「精勤舎」と呼ばれる私学校があり、奈良市立椿井小学校の前身にあたる私学校の分校となっていたが、精勤舎は又新舎の創立と同時に又新舎の分校となった。
創立時の在校生は本校192人、分校18人であった。授業料は当初月額 6 銭 2 厘 5 毛であったが、義務教育を行う観点から1875年には無料となっている。
1875年7月、前年に半田横町で開校した小学校が廃校になり、又新舎に統合された。就学児童の増加と相まって創立から1年あまりで教場の狭さが目立つようになった。
又新舎の創立当時、小学校の正式名称は「第一番小学」のように番号で呼称されたが、後に名称は自由になり、奈良町では少なくとも1877年ごろまでに小学校の正式名称が地名を冠した校名に改称されている。又新舎は「北御門小学校（きたみかど―）」、精勤舎は「東之坂小学校」と呼ばれるようになった。

### 鼓阪小学校の誕生
北御門小学校の校舎である五劫院の老朽化・狭さを憂いた奈良県第1大区第1小区の有志は新学校を求める活動を行った。活動が実を結び、1878年7月5日、東大寺惣持院の建物・建具・庭石などの一切を東大寺から譲受する契約書が交わされた。契約成立後、北御門小学校は直ちに移転を開始し、東大寺惣持院が所在する雑司町字鼓阪という地名から校名を鼓阪小学校と改称する。
同じ1878年、笹鉾町会所に設置されていた裁縫学校を鼓阪小学校に移し、裁縫科が設けられた。このとき裁縫科の教壇に立った立花孝子は奈良県初の女性教師であるとされる。
1882年ごろの学校の様子を申告した資料を見ると、校区内の人口は4843人で、そのうち学齢児童が827人（男: 411、女: 416）存在した。そのときの鼓阪小学校の生徒数は495人（男: 269、女: 226）となっており、就学率は約60%であった。校地は2反8歩（約2000m2）で建物が6棟存在した。一年間の学校経費は 1169円80銭、このうち403円83銭は校区内の各戸、1戸平均約2円3銭の拠出金で賄われていた。職員は教員2名、補助員8名、助手1名ですべて男性であった。
1883年には分校の東之坂小学校が本校に統合された。

### 鼓阪尋常小学校・鼓阪尋常高等小学校
1886年に発布された小学校令により、小学校を3年もしくは4年制の尋常小学校（尋常科）と4年制の高等小学校（高等科）に分け、始業と終業の期間を1月始業12月終業から4月始業3月終業に改めることになった。1887年、鼓阪小学校は尋常科を担当することとなり、名称を鼓阪尋常小学校に改称する。さらに、家庭の事情で尋常科に就学困難な児童のために授業料無料の簡易科が設置された。尋常科設置に伴い、校庭や教室が増築されている。1898年には市制施行による奈良市が誕生し、鼓阪尋常小学校は奈良市の尋常小学校となった。1900年には小学校令が再度改正され、尋常小学校が4年制に統一され、義務教育化された。さらに、尋常小学校では授業料を徴収しないことになった。
1897年ごろ、鼓阪尋常小学校では修身、読書、作文、習字、算術、体操、図画、唱歌の教科があった。児童は和紙を綴じた学習ノートに筆で記録を取りながら学習に取り組んだ。算術などの授業には筆記に誤りがあっても取り消せるように石盤や黒塗りした三ツ折の厚紙に石墨を用いて筆記していた。
先に述べた1900年の小学校令改正では高等小学校が2年もしくは4年制に改められた。文部省は尋常小学校に2年制の高等小学校を併置することを奨励していた。この流れに呼応して1904年、鼓阪尋常小学校に2年制の高等小学校が併置され、校名を鼓阪尋常高等小学校に改めた。さらに1905年には鼓阪実業補習学校が併置される。実業補習学校は日露戦争後の産業活況に対して即戦力となる人材の養成を担う目的で、奈良県が県下の小学校への併置を奨励した2年制の学校である。鼓阪実業補習学校は義務教育年限が6年に延長された翌年の1908年まで続いた。
1905年には奈良県学齢児童の就学率は99%に達していた。
1907年に再度小学校令が改正され、尋常小学校が6年制となり、義務教育年限が6年に延長された。従来の高等小学校は尋常小学校 5, 6 年に統合され、尋常小学校の上に2年もしくは3年制の新しい高等小学校を設置することになった。鼓阪尋常高等小学校の高等科は尋常科に統合された。課程が2年間伸びた分、児童数が自然増加したため1910年には教室を二つ増築した。しかし、新しい高等小学校はしばらく設置されなかった。新しい高等小学校が設置されるのは1922年まで待つことになる。その他1907年の小学校令では、進級・卒業が試験による認定から成績考査による認定に変更された。

### 奈良第三尋常小学校・奈良第三尋常高等小学校
1910年、奈良市は従来の市立各小学校の統廃合を実施した。鼓阪尋常小学校周辺では、鼓阪尋常小学校、朝日尋常小学校の学区を統合し、奈良第三尋常小学校が設置された。
朝日尋常小学校は1874年、大豆山において尚教舎第五番小学として創立し、その後大豆山小学校→大豆山尋常小学校→朝日尋常小学校と変遷を遂げた小学校である。
奈良第三尋常小学校の本校が元の鼓阪尋常小学校に、仮教場が東向北町の元の朝日尋常小学校に設置された。それぞれ鼓阪教場、朝日教場と呼ばれた。朝日教場には元の朝日尋常小学校の児童のうち第一学年から第四学年が収容されたが、翌年の1875年に廃止されている。1912年には児童数増加に対応するため、本館や教室などの増築が行われた。
1922年、奈良第三尋常小学校に高等科が設置され、校名を奈良第三尋常高等小学校に改称する。高等科が設置された当時の児童数は尋常科が1066人（男: 554人、女: 512人）、高等科が116人（男: 80人、女: 36人）であった。学級の編成は尋常科が男女合同編成、高等科が男女別編成であり、担任は原則として進級した学級を持ち上がりで担当していた。
教育の方法として奈良第三尋常高等小学校では郷土教育を採用し、研究・実践された。ここでの郷土教育とは各科目を教授する際に郷土の教材や日常の生活を取り上げ、郷土や生活共同体への愛着・理解を重視した教育を施す教育方法である。校内には郷土室が設けられ、校区を中心として奈良市の歴史、地理、政治経済、産業など、生活全般に関わる資料、他の地域との対比を行うための資料が集められ、研究が行われた。
1924年には創立50周年の祝賀会、祝賀行事がとりおこなわれ、校歌が制定された。
1926年、青年訓練所令に呼応して奈良市第三青年訓練所が発足した。1935年には青年学校に衣替えし、軍事教練を重視するようになった。
1934年には室戸台風により校舎が大きく破壊された。講堂は北側に傾き、校庭には大きな木が4本、塀を破壊して倒れ込んだという。講堂は1936年に再建され、鉄筋コンクリートの純和風の建物となった。この講堂は2008年現在でも現役で使用されている（#校舎の節を参照のこと）。

### 校区の変遷
- 1874年 - 開校
  - 又新舎
    - 今小路、今在家、押上、春日野、川上、北御門、興善院、水門、雑司、手貝、奈良坂、登大路、般若寺

  - 精勤舎（分校）
    - 東之坂
- 1875年 - 半田横町小学校を統合
  - 又新舎
    - 今小路、今在家、押上、春日野、川上、川久保、北半田東、北御門、興善院、水門、雑司、手貝、中御門、奈良坂、登大路、般若寺、東包永、東笹鉾、南半田東、油留木

  - 精勤舎（分校）
    - 東之坂
- 1883年 - 精勤舎を統合
  - 今小路、今在家、押上、春日野、川上、川久保、北半田東、北御門、興善院、水門、雑司、手貝、中御門、奈良坂、登大路、般若寺、東包永、東笹鉾、東之坂、南半田東、油留木
- 1911年 - 校区改定
  - 今小路、今在家、押上、押小路、春日野、川上、川久保、北川端、北半田東、北袋、北御門、興善院、水門、雑司、多聞、手貝、中御門、奈良坂、西包永、西笹鉾、登大路、般若寺、東包永、東笹鉾、東之坂、南半田東
- 1922年 - 第五尋常高等学校新設による校区変更
  - 今小路、今在家、押上、押小路、春日野、川上、川久保、北半田東、北御門、興善院、水門、雑司、手貝、中御門、奈良坂、般若寺、東包永、東笹鉾、東之坂、南半田東
- 1951年 - 通学校区公示
  - 今小路、今在家、鶯ノ滝、押上、春日野、川上西、川上東、川久保、北半田東、北御門、興善院、水門、雑司西、雑司東、手貝、東大寺境内、中御門、奈良坂、登大路（一部）、般若寺、東包永、東笹鉾、東之坂一丁目・二丁目、法蓮黒髪山、三笠山麓、南半田東、油留木

## 校区が隣接している学校
- 奈良市立鼓阪北小学校
- 奈良市立佐保小学校
- 奈良市立椿井小学校
- 奈良市立飛鳥小学校
- 奈良市立田原小学校
- 奈良市立興東小学校
- （京都府）木津川市立梅美台小学校

## 出身者
- 明石家さんま（お笑いタレント、在学中に東大寺の境内にて捕獲したムササビの剥製が保管されている）[6][7]